# Гайсрайтер, Штефан
Штефан Гайсрайтер (нем. Stefan Gaisreiter, 10 декабря 1947, Мурнау-ам-Штаффельзе, Бавария) — западно-германский бобслеист, выступавший за сборную ФРГ в конце 1960-х — начале 1980-х годов. Участник двух зимних Олимпийских игр, бронзовый призёр Саппоро, чемпион мира и Европы.

## Биография
Штефан Гайсрайтер родился 10 декабря 1947 года в городе Мурнау-ам-Штаффельзе, земля Бавария. С ранних лет полюбил спорт, позже увлёкся бобслеем и, пройдя отбор в национальную команду ФРГ, в качестве разгоняющего начал выступать на крупнейших международных соревнованиях, при этом его пилотом практически на всю карьеру стал Вольфганг Циммерер.
Показав неплохие результаты, они удостоились права защищать честь страны на Олимпийских играх 1968 года в Гренобле, где, тем не менее, не смогли добраться до призовых мест, приехав в четвёрках лишь девятыми. На Играх 1972 года в Саппоро их команда, куда также вошли разгоняющие Петер Уцшнайдер и Вальтер Штайнбауэр, финишировала значительно лучше, все члены четырёхместного экипажа получили по бронзовой награде.
Помимо всего прочего, Штефан Гайсрайтер имеет в послужном списке шесть медалей с чемпионатов мира, в том числе две золотые, одну серебряную и три бронзовые. Пять раз занимал призовые места на европейских первенствах, из них три раза был первым. С 1974 года поменял амплуа, став пилотом, чаще всего использовал в качестве разгоняющего Манфреда Шумана. Продолжал соревноваться на высоком уровне вплоть до начала 1980-х годов, но в силу высокой конкуренции уже не попадал на Олимпийские игры, поэтому, несмотря на статус чемпиона Германии 1980 года, Гайсрайтер принял решение завершить карьеру профессионального спортсмена, уступив место молодым западно-германским бобслеистам.